# Haren
Haren  è una località e un'ex-municipalità dei Paesi Bassi  di 18.535 abitanti situata nella provincia di Groninga. La municipalità è stata soppressa il 1º gennaio 2019 e il suo territorio è stato integrato in quello della municipalità di Groninga.

## Monumenti e luoghi d'interesse
- Hortus Haren, giardino botanico